# Иван Клифов
Иван Клифов е български революционер, деец на Вътрешната македоно-одринска революционна организация.

## Биография
Клифов е роден във валовищкото село Горни Порой, тогава в Османската империя, днес Ано Пороя, Гърция. Присъединява се към ВМОРО и става лидер на организацията в Горни Порой. Така влиза в очите на местния гръцки комитет – той подкупва местен турчин, който го убива в 1900 година.